# Gwendolyn Watts
Gwendolyn Watts (23 de setembro de 1932 - 5 de fevereiro de 2000) foi uma atriz britânica, conhecida por fazer várias participações em novelas e filmes, com destaque para o filme You Must Be Joking! de 1965. Faleceu aos 67 anos de causas desconhecidas.